# Liste der olympischen Fußballstadien
Diese Liste verzeichnet alle Fußballstadien in denen bei Olympischen Sommerspielen Fußballspiele ausgetragen wurden oder bei den nächsten Spielen ausgetragen werden.
Die Liste ist sortierbar: durch Anklicken eines Spaltenkopfes wird die Liste nach dieser Spalte sortiert, zweimaliges Anklicken kehrt die Sortierung um.
| Jahr | Gastgeber      | Stadt                | Stadion                            | Kapazität |
| ---- | -------------- | -------------------- | ---------------------------------- | --------- |
| 1900 | Paris          | Paris                | Vélodrome de Vincennes             | 40.000    |
| 1904 | St. Louis      | St. Louis            | Francis Field                      | 19.000    |
| 1908 | London         | London               | White City Stadium                 | 93.000    |
| 1912 | Stockholm      | Solna                | Råsunda Idrottsplats               |           |
| 1912 | Stockholm      | Stockholm            | Olympiastadion                     | 33.000    |
| 1912 | Stockholm      | Stockholm            | Tranebergs Idrottsplats            |           |
| 1920 | Antwerpen      | Antwerpen            | Olympiastadion                     | 30.000    |
| 1920 | Antwerpen      | Antwerpen            | Stadion Broodstraat                | 5.000     |
| 1920 | Antwerpen      | Brüssel              | Duden Park Stadion                 |           |
| 1920 | Antwerpen      | Gent                 | Jules Ottenstadion                 |           |
| 1924 | Paris          | Bois de Vincennes    | Stade Bergeyre                     | 10.455    |
| 1924 | Paris          | Colombes             | Stade Olympique de Colombes        | 60.000    |
| 1924 | Paris          | Paris                | Stade de Paris                     | 5.145     |
| 1924 | Paris          | Saint-Ouen-sur-Seine | Stade Pershing                     | 8.110     |
| 1928 | Amsterdam      | Amsterdam            | Het Nederlandsch Sportpark         | 29.787    |
| 1928 | Amsterdam      | Amsterdam            | Olympiastadion                     | 33.025    |
| 1928 | Amsterdam      | Arnhem               | Monnikenhuize                      | 7.500     |
| 1928 | Amsterdam      | Rotterdam            | Spangen-Stadion                    | 11.026    |
| 1936 | Berlin         | Berlin               | Hertha-Platz                       | 35.239    |
| 1936 | Berlin         | Berlin               | Mommsenstadion                     | 15.005    |
| 1936 | Berlin         | Berlin               | Olympiastadion                     | 100.000   |
| 1936 | Berlin         | Berlin               | Poststadion                        | 45.000    |
| 1948 | London         | Brighton             | Goldstone Ground                   |           |
| 1948 | London         | London               | Champion Hill                      | 3.000     |
| 1948 | London         | London               | Green Pond Road                    | 21.708    |
| 1948 | London         | London               | Craven Cottage                     | 25.700    |
| 1948 | London         | London               | Lynn Road                          | 3.500     |
| 1948 | London         | London               | Griffin Park                       | 12.763    |
| 1948 | London         | London               | Highbury                           | 73.000    |
| 1948 | London         | London               | Selhurst Park                      | 26.309    |
| 1948 | London         | London               | Wembley                            | 82.000    |
| 1948 | London         | London               | White Hart Lane                    | 36.310    |
| 1948 | London         | Portsmouth           | Fratton Park                       |           |
| 1952 | Helsinki       | Helsinki             | Olympiastadion                     | 70.470    |
| 1952 | Helsinki       | Helsinki             | Töölön Pallokenttä                 | 18.050    |
| 1952 | Helsinki       | Kotka                | Urheilukeskus                      | 11.400    |
| 1952 | Helsinki       | Lahti                | Lahden kisapuisto                  | 8.067     |
| 1952 | Helsinki       | Tampere              | Tampereen stadion                  | 20.700    |
| 1952 | Helsinki       | Turku                | Kupittaan jalkapallostadion        | 14.224    |
| 1956 | Melbourne      | Melbourne            | Olympia Park Stadion               | 40.000    |
| 1956 | Melbourne      | Melbourne            | Cricket Ground                     | 104.000   |
| 1960 | Rom            | Florenz              | Stadio Comunale                    | 57.020    |
| 1960 | Rom            | Grosseto             | Stadio Comunale                    | 17.970    |
| 1960 | Rom            | L’Aquila             | Stadio Comunale                    | 8.900     |
| 1960 | Rom            | Livorno              | Stadio Ardenza                     | 25.000    |
| 1960 | Rom            | Neapel               | Stadio Fuorigrotta                 | 90.000    |
| 1960 | Rom            | Pescara              | Stadio Adriatico                   | 21.000    |
| 1960 | Rom            | Rom                  | Stadio Flaminio                    | 46.873    |
| 1960 | Rom            | Rom                  | Stadio Olimpico                    | 75.513    |
| 1964 | Tokio          | Tokio                | Chichibu-Stadion                   | 17.569    |
| 1964 | Tokio          | Tokio                | Komazawa-Stadion                   | 20.784    |
| 1964 | Tokio          | Tokio                | Olympiastadion                     | 71.556    |
| 1964 | Tokio          | Ōmiya                | Ōmiya-Stadion                      | 14.392    |
| 1964 | Tokio          | Kyōto                | Nishikyōgoku Athletic Stadium      | 10.000    |
| 1964 | Tokio          | Osaka                | Nagai Stadium                      | 20.000    |
| 1964 | Tokio          | Yokohama             | Mitsuzawa-Stadion                  | 10.102    |
| 1968 | Mexiko-Stadt   | Guadalajara          | Estadio Jalisco                    | 31.891    |
| 1968 | Mexiko-Stadt   | León                 | Estadio Nou Camp                   | 23.609    |
| 1968 | Mexiko-Stadt   | Mexiko-Stadt         | Estadio Azteca                     | 104.000   |
| 1968 | Mexiko-Stadt   | Puebla               | Estadio Cuauhtémoc                 | 35.563    |
| 1972 | München        | Augsburg             | Rosenaustadion                     | 28.000    |
| 1972 | München        | Ingolstadt           | ESV-Stadion                        | 11.418    |
| 1972 | München        | München              | Olympiastadion                     | 45.548    |
| 1972 | München        | Nürnberg             | Städtisches Stadion                | 50.000    |
| 1972 | München        | Passau               | Dreiflüssestadion                  | 20.000    |
| 1972 | München        | Regensburg           | Jahnstadion                        | 11.200    |
| 1976 | Montreal       | Montreal             | Olympiastadion Montreal            | 72.406    |
| 1976 | Montreal       | Ottawa               | Lansdowne Park                     | 30.000    |
| 1976 | Montreal       | Sherbrooke           | Stade Municipal                    | 10.000    |
| 1976 | Montreal       | Toronto              | Varsity Stadium                    | 21.739    |
| 1980 | Moskau         | Kiew                 | Olympiastadion                     | 100.169   |
| 1980 | Moskau         | Leningrad            | Kirow-Stadion                      | 74.000    |
| 1980 | Moskau         | Minsk                | Dinamo-Stadion                     | 50.125    |
| 1980 | Moskau         | Moskau               | Olympiastadion Luschniki           | 91.251    |
| 1980 | Moskau         | Moskau               | Dynamo-Stadion                     | 50.475    |
| 1984 | Los Angeles    | Annapolis            | Navy-Marine Corps Memorial Stadium | 34.000    |
| 1984 | Los Angeles    | Cambridge            | Harvard Stadium                    | 30.323    |
| 1984 | Los Angeles    | Palo Alto            | Stanford Stadium                   | 85.500    |
| 1984 | Los Angeles    | Pasadena             | Rose Bowl Stadium                  | 103.300   |
| 1988 | Seoul          | Busan                | Busan-Gudeok-Stadion               | 30.000    |
| 1988 | Seoul          | Daegu                | Daegu-Stadion                      | 23.278    |
| 1988 | Seoul          | Daejeon              | Daejeon Hanbat Stadion             | 30.000    |
| 1988 | Seoul          | Gwangju              | Gwangju-Mudeung-Stadion            | 30.000    |
| 1988 | Seoul          | Seoul                | Olympiastadion                     | 69.950    |
| 1988 | Seoul          | Seoul                | Dongdaemun-Stadion                 | 26.383    |
| 1992 | Barcelona      | Barcelona            | Camp Nou                           | 100.000   |
| 1992 | Barcelona      | Barcelona            | Estadi Sarrià                      | 42.000    |
| 1992 | Barcelona      | Sabadell             | Nova Creu Alta                     | 16.000    |
| 1992 | Barcelona      | Saragossa            | La Romareda                        | 43.000    |
| 1992 | Barcelona      | Valencia             | Estadio Luis Casanova              | 50.000    |
| 1996 | Atlanta        | Athens               | Sanford Stadium                    | 86.100    |
| 1996 | Atlanta        | Birmingham           | Legion Field                       | 81.700    |
| 1996 | Atlanta        | Miami                | Orange Bowl Stadium                | 74.476    |
| 1996 | Atlanta        | Orlando              | Florida Citrus Bowl                | 65.000    |
| 1996 | Atlanta        | Washington, D.C.     | Robert F. Kennedy Memorial Stadium | 56.500    |
| 2000 | Sydney         | Adelaide             | Hindmarsh Stadium                  | 20.000    |
| 2000 | Sydney         | Brisbane             | Cricket Ground                     | 37.000    |
| 2000 | Sydney         | Canberra             | Canberra Stadium                   | 25.011    |
| 2000 | Sydney         | Melbourne            | Cricket Ground                     | 98.000    |
| 2000 | Sydney         | Sydney               | Olympiastadion                     | 110.000   |
| 2000 | Sydney         | Sydney               | Sydney Football Stadium            | 42.500    |
| 2004 | Athen          | Athen                | Olympiastadion Athen               | 72.000    |
| 2004 | Athen          | Iraklio              | Pankritio Stadio                   | 26.240    |
| 2004 | Athen          | Patras               | Pampeloponnisiako Stadio           | 23.588    |
| 2004 | Athen          | Piräus               | Karaiskakis-Stadion                | 33.334    |
| 2004 | Athen          | Thessaloniki         | Kaftanzoglio-Stadion               | 27.770    |
| 2004 | Athen          | Volos                | Panthessaliko Stadio               | 22.700    |
| 2008 | Peking         | Peking               | Nationalstadion                    | 91.000    |
| 2008 | Peking         | Peking               | Arbeiterstadion                    | 64.000    |
| 2008 | Peking         | Qinhuangdao          | Olympisches Sportzentrum           | 33.500    |
| 2008 | Peking         | Shanghai             | Shanghai-Stadion                   | 65.200    |
| 2008 | Peking         | Shenyang             | Olympisches Stadion                | 60.000    |
| 2008 | Peking         | Tianjin              | Olympic Centre Stadium             | 60.000    |
| 2012 | London         | Cardiff              | Millennium Stadium                 | 74.500    |
| 2012 | London         | Coventry             | City of Coventry Stadium           | 32.600    |
| 2012 | London         | Glasgow              | Hampden Park                       | 52.500    |
| 2012 | London         | London               | Wembley-Stadion                    | 90.000    |
| 2012 | London         | Manchester           | Old Trafford                       | 76.200    |
| 2012 | London         | Newcastle            | St. James’ Park                    | 52.390    |
| 2016 | Rio de Janeiro | Belo Horizonte       | Mineirão                           | 58.170    |
| 2016 | Rio de Janeiro | Brasília             | Estádio Nacional                   | 69.349    |
| 2016 | Rio de Janeiro | Manaus               | Arena da Amazônia                  | 40.540    |
| 2016 | Rio de Janeiro | Rio de Janeiro       | Estádio do Maracanã                | 74.738    |
| 2016 | Rio de Janeiro | Rio de Janeiro       | Olympiastadion                     | 46.931    |
| 2016 | Rio de Janeiro | Salvador da Bahia    | Arena Fonte Nova                   | 51.900    |
| 2016 | Rio de Janeiro | São Paulo            | Arena de São Paulo                 | 48.000    |
| 2020 | Tokio          | Kashima              | Kashima Stadium                    | 42.000    |
| 2020 | Tokio          | Rifu                 | Miyagi Stadium                     | 48.000    |
| 2020 | Tokio          | Saitama              | Saitama Stadium                    | 62.000    |
| 2020 | Tokio          | Sapporo              | Sapporo Dome                       | 42.000    |
| 2020 | Tokio          | Tokio                | Nationalstadion                    | 60.016    |
| 2020 | Tokio          | Tokio                | Tokyo Stadium                      | 49.000    |
| 2020 | Tokio          | Yokohama             | International Stadium Yokohama     | 70.000    |